# Zygaena pseudomanni
Zygaena pseudomanni är en fjärilsart som beskrevs av Karl Schawerda 1916. Zygaena pseudomanni ingår i släktet Zygaena och familjen bastardsvärmare. Inga underarter finns listade i Catalogue of Life.